# Koen Casteels
Koen Casteels (Bonheiden, Bélgica, 25 de junio de 1992) es un futbolista belga. Juega como guardameta en el Al-Qadisiyah F. C. de la Liga Profesional Saudí.

## Selección nacional
Formó parte de la lista de 23 jugadores de la selección de fútbol de Bélgica para disputar la Copa Mundial de 2014, pero terminó siendo reemplazado por Sammy Bossut debido a que no se recuperó por completo de una fractura de tibia.
El 4 de junio de 2018 fue incluido en la lista definitiva de Los Diablos Rojos para afrontar la Copa del Mundo llevada a cabo en Rusia.
Fue el tercer arquero de Bélgica en el Mundial, no llegó a jugar ningún partido, y la selección alcanzó un histórico tercer lugar.
El 8 de septiembre de 2020 hizo su debut con la absoluta en el partido de la Liga de Naciones de la UEFA 2020-21 ante Islandia.

### Participaciones en Copas del Mundo
| Mundial           | Sede  | Resultado    | Partidos | Goles |
| ----------------- | ----- | ------------ | -------- | ----- |
| Copa Mundial 2018 | Rusia | Tercer lugar | 0        | 0     |
| Copa Mundial 2022 | Catar | Primera fase | 0        | 0     |

### Participaciones en Eurocopas
| Copa                     | Sede     | Resultado        | Partidos | Goles |
| ------------------------ | -------- | ---------------- | -------- | ----- |
| Europeo UEFA Sub-19 2011 | Rumania  | Primera fase     | 1        | 0     |
| Eurocopa 2024            | Alemania | Octavos de final | 4        | 0     |

## Clubes
| Club                | País           | Año       |
| ------------------- | -------------- | --------- |
| K. R. C. Genk       | Bélgica        | 2009-2011 |
| TSG 1899 Hoffenheim | Alemania       | 2011-2015 |
| VfL Wolfsburgo      | Alemania       | 2015-2024 |
| → Werder Bremen     | Alemania       | 2015      |
| Al-Qadisiyah F. C.  | Arabia Saudita | 2024-     |

## Palmarés

### Campeonatos nacionales
| Título                      | Club           | País     | Año  |
| --------------------------- | -------------- | -------- | ---- |
| Primera División de Bélgica | K. R. C. Genk  | Bélgica  | 2011 |
| Supercopa de Alemania       | VfL Wolfsburgo | Alemania | 2015 |